# Victorie à la Pirus
O victorie à la Pirus este o victorie obținută cu un cost atât de mare pentru învingător, încât aproape că echivalează cu o înfrângere. Expresia este legată de regele Pirus al Epirului, care i-a învins pe romani la Heraclea și Asculum în 279 î.Hr., dar a suferit pierderi de neînlocuit în timpul luptelor (în timp ce romanii și-au putut înlocui pierderile), ceea ce a dus la pierderea în cele din urmă a războiului piric și retragerea din Peninsula Italică în Sicilia. Plutarh relatează reacția lui Pirus la felicitările primite din partea supușilor: „Încă o victorie ca asta și suntem terminați”.
De obicei această expresie este asociată cu bătăliile militare, dar, prin analogie, termenul este folosit și în domeniul afacerilor, al politicii, în cel juridic și sportiv, pentru a descrie o victorie cu consecințe ruinătoare pentru învingător. 